# 蒸汽发生器

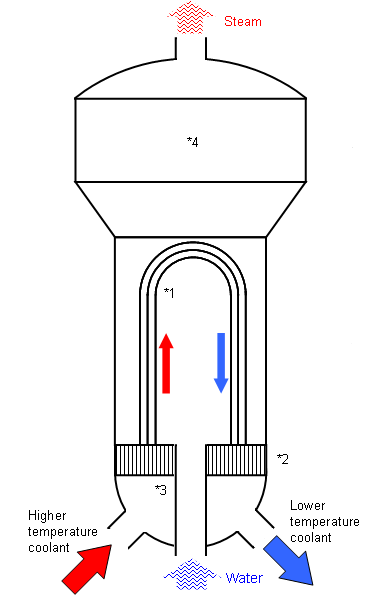
典型的核反应堆蒸汽发生器示意图

蒸汽发生器，简称蒸发器，是压水式核反应堆与重水式核反应堆中实现一回路与二回路热量传递的设备，也是核反应堆核心设备之一。
一座核反应堆可以同时运转多个蒸汽发生器。

## 构成
一台典型的压水堆蒸汽发生器，主要由以下部件构成。
- 冷却剂室
- 传热管：根据传热功率的大小的不同，一台蒸汽发生器可以拥有几百支甚至数千支传热管。
- 管板：将冷却剂室与传热管连接起来的部件，同时也承担部分一回路压力边界的功能。
- 二回路水室
- 蒸汽室

其中，冷却剂室与传热管内部属于一回路系统；传热管外部空间以及蒸汽室属于二回路系统。

## 工作原理
在此以压水反应堆为例，简述蒸汽发生器的工作原理。
- 一回路流动。一回路冷却剂压强约为150个大气压左右，水在此压强下的沸点高于343℃。高温冷却剂从进口管嘴进入蒸发器冷却剂室，并通过管板进入传热管。在传热管内完成热量传递之后，温度略低的低温冷却剂再次进入蒸发器冷却剂室，通过出口管嘴返回核反应堆堆芯。
- 二回路流动。二回路冷却水压强约为70个大气压左右，水在此压强下的沸点约为260℃，低于一回路冷却剂温度。冷却水从蒸发器二回路进口管嘴进入二回路水室，透过传热管被一回路冷却加热沸腾，形成水蒸汽。汽化过程同时使得出口蒸汽的流速大大高于二回路进口水的流速。高温高压的水蒸汽通过上方的蒸汽出口进入主蒸汽管道，随后送往蒸汽轮机并推动其转动，以带动发电机发电。
- 热量传递。蒸汽发生器的热量传递发生在传热管的两侧流体之间。高温一回路冷却剂将热量传递给二回路冷却水，使其沸腾形成蒸汽。但在此过程中，两侧流体并未进行交换，由此实现了一回路压力边界的完整性/封闭性，从设计上防止了核反应堆的放射性物质外泄。